# Esdoornhoornmijt
De esdoornhoornmijt (Aceria macrorhyncha) is een mijt behorend tot de familie Eriophyidae. 

## Naam en indeling
De wetenschappelijke naam van de soort werd voor het eerst voorgesteld door Alfred Nalepa in 1889. Oorspronkelijk werd de wetenschappelijke naam Aceria macrorhynchus gebruikt en de mijt is ook bekend onder de verouderde wetenschappelijke naam Eriophyes macrorhynchus. De soortaanduiding macrorhyncha betekent vrij vertaald 'lange snuit' en is afgeleid van de Griekse woorden makros = lang of groot en rhynchos = bek of snuit.

## Kenmerken
De mijt is voornamelijk te herkennen aan de gallen; de mijten zelf zijn onooglijk kleine, witte en wormachtige diertjes van ongeveer 0,5 millimeter lang. De esdoornhoornmijt veroorzaakt gallen die bij esdoorn vaak in grote aantallen aanwezig zijn aan de bovenkant van het blad. De gallen zien er uit als hoorntjes of knobbeltjes. De opening van de gal zit aan de onderzijde van het blad. De opening is afgedekt met eencellige haren. De gallen zijn tot 6 mm lang, met een spitse punt. Bij oude gallen is vaak de top verdwenen. 

## Waardplanten
De mijt vormt vrijwel altijd gallen op gewone esdoorn (Acer pseudoplatanus) en in zeldzame gevallen ook op de Spaanse aak (Acer campestre), de montpelieresdoorn (Acer monspessulanum), de Noorse esdoorn (Acer platanoides) en de soorten Acer opalus, Acer obtusatum, Acer saccarinum en Acer tataricum. 

## Levenswijze
De esdoornhoornmijt leeft van de plantensappen die uit het blad worden gezogen. Vrijwel alle exemplaren zijn vrouwelijk, de eitjes hoeven niet noodzakelijkerwijs bevrucht te worden door een mannetje. De soort komt voor van de zomer tot de herfst.